# Palle Rosenkrantz (forfatter)
 Der er flere personer med dette navn, se Palle Rosenkrantz.
Palle Adam Vilhelm Rosenkrantz (22. april 1867 i Helsingør – 1. oktober 1941 i Charlottenlund) var en dansk baron, jurist, forfatter og oversætter. Palle Rosenkrantz var søn af baron Iver Holger Rosenkrantz (1813-73). Han er opkaldt efter en af sine forfædre, Palle Rosenkrantz (f. 1587).

## Opvækst og uddannelse
Selvom Palle Rosenkrantz var ud af den danske uradelsslægt Rosenkrantz, var familien ikke af den gren som ejede stamgodset, og børnene måtte derfor vokse op under forholdsvis trange kår økonomisk. Faderen døde da Palle Rosenkrantz kun var 6 år gammel, og moderen, Julia Mackenzie of Tarbat (1840-1911) opholdt sig efterfølgende ofte hos sin familie som var af skotsk højlandsslægt. Børnene blev for det meste derfor opdraget af tjenestefolk og Rosenkrantz blev aldrig knyttet nært til sin familie. I 1868 flyttede familien til amtmandsboligen ved Frederiksborg Slot, men allerede 1870 flyttede de igen til Rungstedgård. Men allerede 2 år efter flyttede familien igen, og således fortsatte det hele Palle Rosenkrantz' barndom igennem, et liv som han selv kaldte for "min Barndoms Nomadetilværelse". Denne nomadetilværelse videreførte Palle Rosenkrantz i sit voksne liv.
I 1874-1875 boede børnene i Rom hos moderens søster, mens moderen var i England. Magister Martinus Galschiøt, som også skrev litteraturkritik i avisen Dagbladet, var i denne periode børnenes underviser. Familien flyttede derefter sammen med moderen tilbage til København. Her gik Palle Rosenkrantz uden videre succes på skiftende københavnske skoler, deriblandt Metropolitanskolen, og derefter på Herlufsholms skole 1882-84. Han blev student fra Borgerdydskolen i 1885 og aftjente derefter sin værnepligt. 1887 begyndte han på jura-studiet på Københavns Universitet, og han blev cand.jur. med middelmådig eksamen i 1891. Han indrømmer selv i sine erindringer at han anvendte det meste af studietiden på "et altfor muntert Studenterliv, Letsindighed og Smag for ikke altid lige uskyldige Adspredelser".

## Juristvirksomhed
Han fik en stilling på et sagførerkontor i København og giftede sig 11. november 1892 med købmandsdatteren fra Nørresundby Edle Christiane Nielsen (1869-1954). 1893 blev han antaget som 2. byfogedfuldmægtig i Rødby på Lolland. Hans oplevelser her skildrede han senere semi-biografisk i romanen Den røde Hane fra 1908. 1895 blev han forfremmet til 1. herredsfuldmægtig for Lollands Nørre Herred i Nakskov. Denne periode skildrede han i nøgleromanen Retsbetjente fra 1901. Det var her Palle Rosenkrantz debuterede som skribent med en koncertanmeldelse i den lokale avis Nakskov Tidende. Derudover skrev han andre artikler og forfattede desuden en lokalrevy som han selv spillede alle rollerne i.
Som jurist fuldmægtig varetog Palle Rosenkrantz en meget blandet række opgaver der spændte fra administrativt kontorarbejde til ligefrem detektiv- og opdagervirksomhed i felten. Og da han i 1897 blev konstitueret som herredsfoged medvirkede han blandt andet ved opklaringen af et barnemord i Kastager. I mellemtiden blev familiens økonomiske situation, som hele tiden havde været slem, forværret. Han havde konstant levet af hjælp fra familie og venner, men levede alligevel over evne. F.eks. lod han opføre en prangende bolig med tårn i Nakskov. Rosenkrantz' nye chef fra 1898, juristen V.A. Secher gennemså regnskaberne og mente at Rosenkrantz havde misbrugt betroede midler, og lod til sidst Rosenkrantz afskedige i april 1898.
Rosenkrantz vendte tilbage til København, men blev her arresteret og anklaget for uberettiget forbrug af offentlige midler. Det lykkedes imidlertid ved venners hjælp at skaffe det manglende beløb (3.050 kr) til veje og sigtelsen blev frafaldet. Han blev dog erklæret konkurs med en gæld på 70.000 kr, og stod samtidig på grund af skandalen uden mulighed for at få en indbringende karriere som jurist.

## Forfattervirksomhed
Han fik dog en beskeden stilling på det sagførerkontor, som behandlede hans fallitbo, og begyndte samtidig at skrive om aftenerne for at brødføde familien, og udgav efterfølgende over 80 bøger. 1900-02 var han ekspeditionssekretær ved KTAS. Han arbejdede også for avisen Politiken, oversatte, skrev teaterstykker og hørespil. 1909 blev han overretssagfører. I perioden 1911–25 skrev han desuden manuskript til tolv stumfilm. Frem til første verdenskrig skal han have været Danmarks mest produktive og mest solgte forfatter. Hans nyvundne succes satte ham i stand til i 1908 at opføre en villa på Hambros Allé 14 i Hellerup ved arkitekt H.C. Andersen. Allerede 1917 flyttede den nomadiske Rosenkrantz videre til en ny villa på Norgesmindevej 15 i samme område, også tegnet af Andersen. 1911-15 var han redaktør af teaterbladet Masken og 1918-23 medredaktør af Danske Herregaarde. 1927-1928 udsendte han værket Prokuratorerne i Danmark i det 17-19. Aarhundrede i to bind, som beskrev advokaterhvervets udvikling i det nævnte tidsrum.
Palle Rosenkrantz anses som den første forfatter, der etablerede krimien som en selvstændig litteraturgenre i Danmark med romanen Mordet I Vestermarie en Bornholmsk kriminalhistorie efter akter og mundtlig overlevering 1902. 
Flere af Rosenkrantz' bøger havde tilsnit til socialkritik. Udover sit forfatterskab arbejdede han i den offentlige debat og holdt foredrag for en reform af den danske strafferetspleje, særlig for en adskillelse af den dømmende magt og anklagerembedet, som ikke blev gennemført før i 1919, samt en reform af den daværende inkvisitionsproces. Foruden sine personlige oplevelser som jurist, der gav ham indblik i et korrupt retsplejesystem, var det i særdeles hans involvering i endnu en retssag i 1899, der blev startskuddet til hans politiske engagement igennem litteraturen.
Som en vennetjeneste havde han indvilliget i at vidne i en sag om en forsvunden check, men da han mødte i retten blev han behandlet meget nedladende af anklageren, juristen Axel Petersen. Det endte med at Axel Petersen anklagede Rosenkrantz for tyveriet, selvom han ikke havde været i nærheden af stedet. Dette blev senere verificeret og anklagen frafaldet, men Rosenkrantz følte at han var blevet ydmyget uden grund af et arrogant og tilfældigt retssystem. Dette faldt sammen med at han plejede omgang med tilhængerne af tidens moderne gennembrud, skrev for Politiken og var bekendt af bl.a. Georg Brandes (som havde skrevet forordet til hans skønlitterære debut Fruen paa Havreholm, 1899) og Edvard Brandes. Sloganet for Brandes' naturalistiske litteraturretning var at den skulle sætte problemer til debat, noget Rosenkrantz' i levede op til i mange af hans bøger, som ellers hovedsageligt blev skrevet for at brødføde familien.
Det første resultat heraf var den dramatiske skitse En Tilstaaelse som blev trykt i Ludvig Mylius-Erichsens tidsskrift Vagten 1899 og senere udvidet og omarbejdet til et rigtigt skuespil, der fik premiere på Dagmarteatret 8. april 1900. Stykket handler om hvorledes en uskyldig af et barskt retssystem presses til at tilstå en forbrydelse han ikke har begået, og det fik megen omtale i samtiden for sin problemstilling.
Derudover var Rosenkrantz journalist på Rigsdagen, og han skrev biografiske portrætter af de folkevalgte.

## Forfatterskab
Denne liste er ufuldstændig; hjælp gerne med at udfylde den.

### Faglitterære udgivelser
- (s.m. Niels Bransager): Den danske Regering og Rigsdag 1901: Biografier og Portrætter, Dansk Grafisk Forlag 1901-03. Bogen rummer biografier af Rigsdagens medlemmer i 1901 og er tilgængelig digitaliseret hos Google Books
- Prokuratorerne i Danmark i det 17. og 18. Aarhundrede: 1683-1810 : Bidrag til den danske Prokuratorstands Historie I., Gyldendal 1927.
- Prokuratorerne i Danmark i det 19. Aarhundrede: 1810-1868 : 2. del af Bidrag til den danske Prokuratorstands Historie, Gyldendal 1928.
- Den danske Regering og Rigsdag 1903-1934, Arthur Jensens Forlag 1934.
- Amtmandsbogen. Portrætter og Biografier af Stiftamtmænd og Amtmænd i Danmark 1660-1935, Arthur Jensens Forlag 1936.